# Glotter
El Glotter es un río de unos 30 km en la región de Brisgovia en Baden-Wurtemberg, Alemania. Su manantial principal se encuentra a una altitud de 1.040 m en la vertiente oriental del monte Kandel cerca de Neuwelt, un barrio de St. Peter en la Selva Negra. Atraviesa el valle del Glotter (en alemán: Glottertal que es también el nombre de un municipio). En Nimburg, un barrio de Teningen, desemboca en el Dreisam.